# カール・スプーナー
カール・スプーナー（Karl Benjamin Spooner, 1931年6月23日 - 1984年4月10日）は、アメリカ合衆国ニューヨーク州オリスカニーフォールズ出身の野球選手。投手、左投右打。

## 経歴
1951年シーズン前にブルックリン・ドジャースと契約し、1954年9月22日のジャイアンツ戦でメジャーデビューを果たし、15奪三振を記録して完封勝利。クリフ・メルトン（1937年4月25日）のデビュー戦での奪三振記録13を更新した。9月26日のパイレーツ戦で12奪三振で完封勝利し、スプーナーは防御率0.00でメジャー1年目のシーズンを終えた。
1955年はスプリングトレーニング期間中に腕を負傷して出遅れ、29試合の登板に終わったものの、独走で優勝に王手をかけた9月8日の対ミルウォーキー・ブレーブス戦では4回途中から登板し、胴上げ投手となった。同年、ドジャースはワールドシリーズでニューヨーク・ヤンキースを破り、初のワールドチャンピオンとなり、スプーナーも2試合に登板したが、2試合目の第6戦では先発するも3ランを含む5失点を喫し、わずか1/3回でKOされている。
1956年以降は負傷の影響もあり、メジャーでプレイすることなく、ドジャースやカージナルス傘下のマイナー球団で過ごし、1959年に現役を引退。その後はドジャースのキャンプ地でもあったフロリダ州ベロ・ビーチで柑橘類の栽培に携わっていたが、1984年に肝臓癌によって52歳で死去した。

## 詳細情報

### 年度別投手成績
| 年 度     | 球 団     | 登 板 | 先 発 | 完 投 | 完 封 | 無 四 球 | 勝 利 | 敗 戦 | セ 丨 ブ | ホ 丨 ル ド | 勝 率 | 打 者 | 投 球 回 | 被 安 打 | 被 本 塁 打 | 与 四 球 | 敬 遠 | 与 死 球 | 奪 三 振 | 暴 投 | ボ 丨 ク | 失 点 | 自 責 点 | 防 御 率 | W H I P |
| --------- | --------- | ----- | ----- | ----- | ----- | -------- | ----- | ----- | -------- | ----------- | ----- | ----- | -------- | -------- | ----------- | -------- | ----- | -------- | -------- | ----- | -------- | ----- | -------- | -------- | ------- |
| 1954      | BRD       | 2     | 2     | 2     | 2     | 0        | 2     | 0     | 0        | 0           | 1.000 | 68    | 18.0     | 7        | 0           | 6        | 0     | 0        | 27       | 0     | 0        | 0     | 0        | 0.00     | 0.72    |
| 1955      | BRD       | 29    | 14    | 2     | 1     | 0        | 8     | 6     | 2        | 0           | .571  | 420   | 98.2     | 79       | 8           | 41       | 1     | 5        | 78       | 1     | 0        | 50    | 40       | 3.65     | 1.22    |
| 通算：2年 | 通算：2年 | 31    | 16    | 4     | 3     | 0        | 10    | 6     | 2        | 0           | .625  | 488   | 116.2    | 86       | 8           | 47       | 1     | 5        | 105      | 1     | 0        | 50    | 40       | 3.09     | 1.14    |